# Shieldaig, Gairloch
Shieldaig är en av två byar med samma namn i kommunen Highland i området Wester Ross i Skottland. Bägge ligger vid havsvikar som heter Loch Shieldaig (Loch Shieldaig respektive Loch Shieldaig (Gairloch)). De ligger på 19 kilometers avstånd från varandra.
Namnet Shieldaig kommer från Sìldeag på skotsk gaeliska, som i sin tur kommer från fornnordiska síld och vik.